# Zamek Katz
Zamek Katz (niem. Burg Katz) – zamek na wzgórzu w pobliżu miejscowości Sankt Goarshausen, Nadrenia-Palatynat, Niemcy, na prawym brzegu rzeki Ren.

## Historia
Zamek został zbudowany w drugiej połowie XIV wieku przez hrabiego Wilhelma II z Katzenelnbogen. Wraz z pobliskim, większym zamkiem Rheinfels wzmacniał pozycje rodu Katzenelnbogen w regionie. W 1479 roku zamek przeszedł w posiadanie landgrafów Hesji, którzy wzmocnili umocnienia zamku.
Zniszczony w wyniku wojen w XVII i XVIII wieku. Odbudowany pod koniec XIX wieku. W 1989 zakupiony przez japońskiego inwestora i przekształcony w hotel.